# Recopa Gaúcha 2017
In 2017 werd de vierde Recopa Gaúcha tussen de kampioen van de staatscompetitie en de Super Copa Gaúcha gespeeld. De competitie werd georganiseerd door de FGF op 22 maart en werd gewonnen door Internacional.

## Deelnemers
| Club          | Stad         | Gekwalificeerd als                  | Deelnames |
| ------------- | ------------ | ----------------------------------- | --------- |
| Internacional | Porto Alegre | Campeonato Gaúcho 2016              | 4de       |
| Ypiranga      | Erechim      | Vicekampioen Super Copa Gaúcha 2016 | 1ste      |

## Recopa
|                     |                                            |       |                                         |                                                                                                 |
| 22 maart 2017 19:30 | Ypiranga                                   | 1 – 1 | Internacional                           | Estádio Olímpico Colosso da Lagoa, Erechim Toeschouwers: 7.408 Scheidsrechter: Anderson Daronco |
| 22 maart 2017 19:30 | Talles Cunha 40'                           |       | 85' (pen) Brenner                       | Estádio Olímpico Colosso da Lagoa, Erechim Toeschouwers: 7.408 Scheidsrechter: Anderson Daronco |
| 22 maart 2017 19:30 | Strafschoppen                              |       |                                         | Estádio Olímpico Colosso da Lagoa, Erechim Toeschouwers: 7.408 Scheidsrechter: Anderson Daronco |
| 22 maart 2017 19:30 | Talles Cunha Evair Carlão Éder Márcio Lima | 3 - 4 | D'Alessandro William Valdívia Léo Ortiz | Estádio Olímpico Colosso da Lagoa, Erechim Toeschouwers: 7.408 Scheidsrechter: Anderson Daronco |

| Ypiranga | Internacional |

| GK                 | 1  | Carlão         | 76' |     |
| DF                 | 2  | Márcio Lima    |     |     |
| DF                 | 3  | Negretti       |     |     |
| DF                 | 4  | Wagner         |     |     |
| DF                 | 6  | Gabriel Araújo |     | '61 |
| DF                 | 5  | Tairone        | 3'  |     |
| DF                 | 8  | Jackson        |     |     |
| MF                 | 7  | Éder           |     |     |
| MF                 | 9  | Maycon         |     | '45 |
| MF                 | 11 | Kaio Wilker    |     | '67 |
| FW                 | 10 | Talles Cunha   |     |     |
| Vervangingen:      |    |                |     |     |
| GK                 | 12 | Gritti         |     |     |
| DF                 | 13 | Carlão Farias  |     |     |
| DF                 | 14 | Rennan         |     |     |
| DF                 | 16 | Bernardo       |     |     |
| MF                 | 15 | Araújo         |     |     |
| MF                 | 20 | Evair          |     | '67 |
| MF                 | 21 | Hadrian        |     |     |
| FW                 | 17 | Tchelé         |     |     |
| FW                 | 18 | Michel         |     | '45 |
| FW                 | 19 | Franc          |     |     |
| FW                 | 23 | Néverton       |     | '61 |
| Trainer:           |    |                |     |     |
| Guilherme Macuglia |    |                |     |     |

| GK                  | 1  | Danilo Fernandes  |       |     |
| DF                  | 34 | William           |       |     |
| DF                  | 33 | Léo Ortiz         |       |     |
| DF                  | 25 | Paulão            | 6'    | '45 |
| DF                  | 15 | Víctor Cuesta     |       |     |
| DF                  | 21 | Anselmo           |       |     |
| DF                  | 13 | Rodrigo Dourado   | 45+1' | '77 |
| MF                  | 6  | Uendel            |       |     |
| MF                  | 10 | D'Alessandro      |       |     |
| FW                  | 38 | Brenner           |       |     |
| FW                  | 7  | Nico López        |       | '45 |
| Vervangingen:       |    |                   |       |     |
| GK                  | 32 | Keiller           |       |     |
| DF                  | 14 | Ernando           |       |     |
| DF                  | 45 | Junio             |       |     |
| MF                  | 20 | Andrigo           |       | '77 |
| MF                  | 23 | Seijas            |       |     |
| MF                  | 29 | Valdívia          |       | '45 |
| MF                  | 31 | Gustavo Ferrareis |       |     |
| MF                  | 35 | Charles           |       |     |
| MF                  | 46 | Valdemir          |       |     |
| FW                  | 16 | Diego             |       |     |
| FW                  | 19 | Roberson          |       | '45 |
| Trainer:            |    |                   |       |     |
| Antônio Carlos Zago |    |                   |       |     |

| Recopa Gaúcha de 2017             |
| Porto Alegre                      |
| --------------------------------- |
| INTERNACIONAL Kampioen (2° titel) |